# Poecilanthrax arizonensis
Poecilanthrax arizonensis är en tvåvingeart som beskrevs av Taber 2008. Poecilanthrax arizonensis ingår i släktet Poecilanthrax och familjen svävflugor. Inga underarter finns listade i Catalogue of Life.